# Fischer Group
Die Fischer Group (Eigenschreibweise: fischer group) aus Achern im Ortenaukreis ist ein Hersteller von Edelstahlrohren. Neben einfachen geschweißten Edelstahlrohren und komplexeren Rohrbauteilen, wie beispielsweise aufwendigeren innenhochdruckumgeformten Rohrteilstücken, bietet die Fischer Group eigens entwickelte Maschinen für die Bearbeitung von Rohren an und arbeitet an der Entwicklung von Lithium-Ionen-Batteriesystemen.

## Geschichte
Das Unternehmen wurde 1969 durch Hans Fischer in Seebach gegründet. Zwei Jahre später, 1971, wurde der Betrieb nach Achern verlegt. Von Beginn an fokussierte man sich auf die Herstellung von Rohren aus Edelstahl. In den 1970er und 1980er Jahren stieg durch das Aufkommen von Fahrzeugkatalysatoren auch die Nachfrage nach Edelstahlrohren für deren Herstellung. Dies wirkte sich direkt positiv auf das Geschäft von Fischer aus. Noch heute ist die Automobilindustrie die wichtigste Abnehmerbranche der Fischer Group und steht für rund 75 % des Jahresumsatzes, der 2024 bei 900 Millionen Euro lag. Weitere Kunden der Fischer Group sind in der Nahrungsmittelindustrie, der Medizintechnik oder der Energietechnik aktiv. Der Hausgerätehersteller Miele bezieht Staubsaugerrohre von fischer. Im Jahr 2024 wurden insgesamt 127 Millionen Meter Rohre gefertigt.
Im Jahr 2018 gewann die Fischer Group den Unternehmerwettbewerb EY Entrepreneur Of The Year der Wirtschaftsprüfungsgesellschaft Ernst & Young in der Kategorie Industrie auf nationaler Ebene. Die Fischer Group ist der größte Arbeitgeber Acherns.

## Standorte
Die Fischer Group hat Standorte in Deutschland, Österreich, Kanada, USA, Mexiko, Uruguay, Südafrika und China.